# Вакуленко, Михаил Юрьевич
Михаил Юрьевич Вакуленко (род. 7 мая 1964 года в г. Киров, РСФСР, СССР) — российский педагог, политик, депутат Государственной думы ФС РФ первого и второго созывов.

## Биография
В 1986 году получил высшее образование по специальности «учитель географии и биологии», окончив Кировский государственный педагогический институт. Позднее окончил Академию народного хозяйства при Правительстве Российской Федерации, является магистром государственного управления.
С 1986 по 1987 год работал учителем в Кировской области, с 1987 по 1991 год работал учителем на Сахалине и Чукотке. С 1991 по 1993 год работал в средней школе города Кирова учителем географии.
В 1993 году избран депутатом Государственной думы I созыва по Кировскому одномандатному округу № 93 (Кировская область). В Государственной думе был членом комитета по делам Содружества Независимых Государств и связям с соотечественниками, входил во фракцию ЛДПР.
В 1995 году избран Депутатом государственной думы II созыва, был членом Комитета Госдумы по бюджету, налогам, банкам и финансам. Во втором созыве Государственной думы не входил ни в какие депутатские объединения.

## Законотворческая деятельность
За время исполнения полномочий депутата Государственной думы I и II созыва выступил соавтором 17 законодательных инициатив и поправок к проектам федеральных законов.